# Avelino
Avelino (em italiano: Avellino) é uma comuna italiana da região da Campânia, província de Avelino, com cerca de 52.568 habitantes. Estende-se por uma área de 30 km², tendo uma densidade populacional de 1752 hab/km². Faz fronteira com Aiello del Sabato, Atripalda, Capriglia Irpina, Contrada, Grottolella, Manocalzati, Mercogliano, Monteforte Irpino, Montefredane, Ospedaletto d'Alpinolo, Summonte.

## Demografia
| Variação demográfica do município entre 1861 e 2011                               |
|                                                                                   |
| Fonte: Istituto Nazionale di Statistica (ISTAT) - Elaboração gráfica da Wikipedia |

## Museus
- Galeria Nacional de Selachoidei (museum tubarão); Corso Umberto, 131
- Galeria de Arte provincial; Carcere Borbonico, ViaVerdi
- Museu Arqueológico Provincial “Irpino”; Corso Europa
- Museu de Arte – MdAO; Via Degli Imbimbo, 47
- Museu Diocesano e da Catedral ; Via 23 novenbre
- Museu Zoológico de Invertebrados “L. Crabone”; Corso Umberto, 131
- Museu Zoológico de Vertebrados; Via F. Petronelli, 8